# Bicilia vogli
Bicilia vogli là một loài bướm đêm trong họ Crambidae.